# Palais des sports Tioumen
Pour les articles homonymes, voir Palais des sports.
Le Palais des sports Tioumen (en russe : Дворец Спорта Тюмень) est une patinoire de Tioumen en Russie.
Il accueille notamment l'équipe de hockey sur glace du Gazovik Tioumen. La patinoire a une capacité de 3500 spectateurs.